# Villaescusa (Cantabria)
Villaescusa è un comune spagnolo di 3.543 abitanti situato nella comunità autonoma della Cantabria.
Il comune è formato da quattro località:  La Concha (capoluogo), Liaño, Obregón e Villanueva de Villaescusa.